# Pangénesis

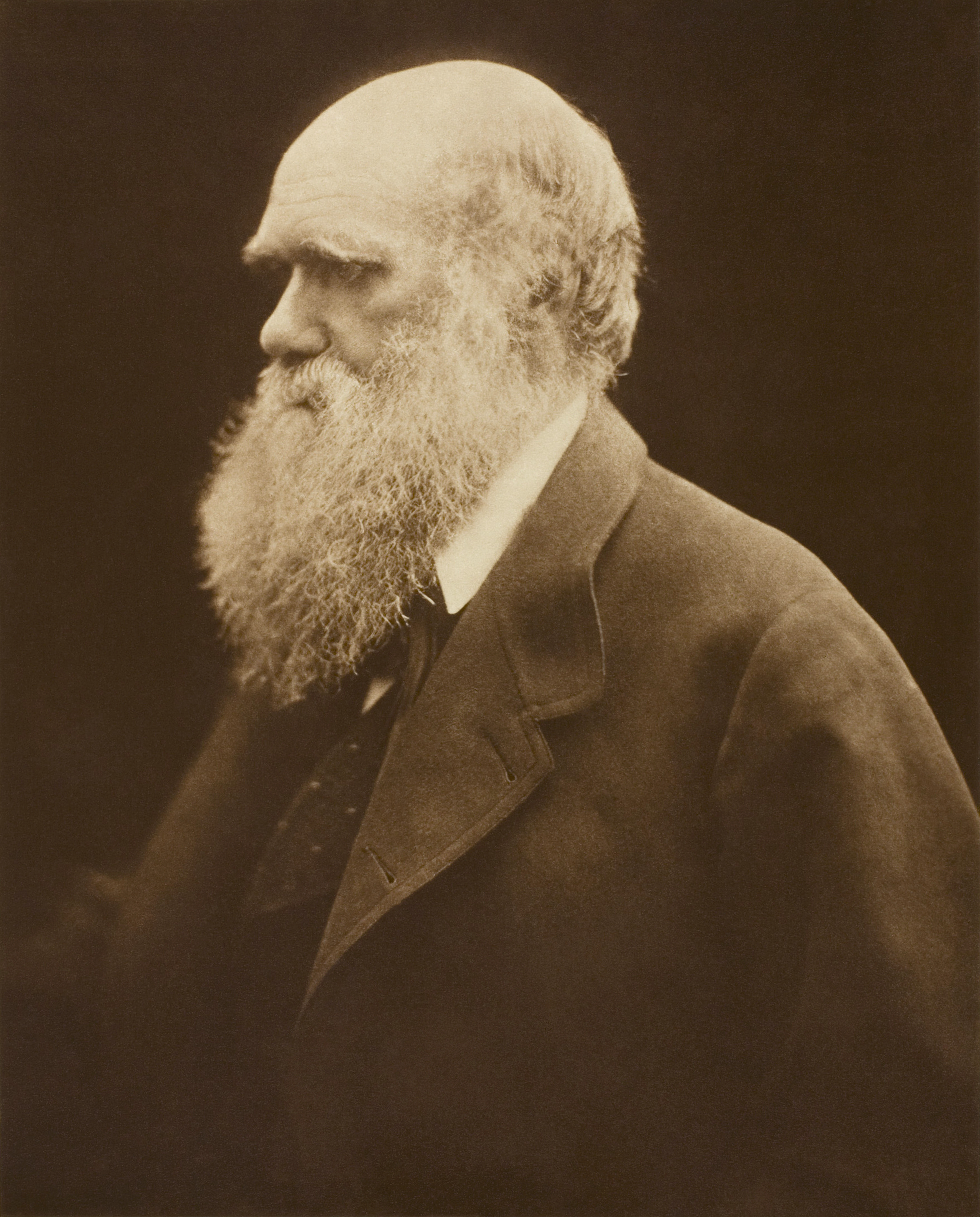
Charles Darwin.

La pangénesis es la teoría defendida por Anaxágoras, Demócrito y los tratados hipocráticos según la cual cada órgano y estructura del cuerpo producía pequeños sedimentos llamados gémulas, que por vía sanguínea llegaban a los gametos. El individuo se formaría gracias a la fusión de las gémulas de las células.

## Pangénesis y evolución
En El origen de las especies, Darwin admitía que "las leyes que rigen la herencia son, en su mayor parte, desconocidas" (p. 64). Pero en su libro ʻʻ La variación de animales y plantas domesticados ʼʼ publicado en 1868 propuso la teoría de la pangénesis como medio para explicar la herencia
Charles Darwin y Lamarck sostuvo la teoría de la pangénesis para dar cuenta de la herencia de caracteres. Aparentemente, esta teoría esclarecía muchos hechos fundamentales para el sostenimiento de su teoría evolutiva (González Recio 2004): 
- las gémulas podían alterarse bajo la acción de las condiciones ambientales, dando lugar a variaciones individuales aleatorias;
- la herencia de los caracteres adquiridos encontraba un fundamento fisiológico, pues las gémulas recogen los cambios que sufren las partes del organismo de las que proceden;
- la mezcla de rasgos podía explicarse por la mezcla de gémulas, pero como mezcla no equivale a fusión, se comprendía la reaparición de caracteres atávicos.

## Críticas a la teoría de la pangénesis
- En 1867 Fleeming Jenkin publicó en la North British Review una recensión de El origen de las especies en la que argüía que la herencia por mezcla actúa como barrera para la transmisión de las variaciones, pues tiende a neutralizarlas: si sólo uno de los dos progenitores posee el nuevo rasgo, la mezcla del material hereditario amortiguará la variación, haciéndola desaparecer en pocas generaciones. Darwin arguyó que sólo las grandes variaciones se ven afectadas por esta objeción, dado que las variaciones leves resultan muy frecuentes en grupos con gran número de individuos. La objeción de Jenkin hizo que Darwin hiciera hincapié en las variaciones ligeras y que rebajara la importancia del aislamiento geográfico en la evolución.
- Francis Galton opuso a la teoría de la pangénesis los resultados de un experimento: hizo transfusiones de sangre entre conejos que no produjeron en la descendencia los efectos esperados.